# イラク世界法廷
イラク世界法廷（World Tribunal on Iraq: WTI）とは、米英軍によるイラク攻撃を侵略とみなし、イラクで戦争犯罪が行われたと考える世界の反戦平和運動が提唱している民衆法廷運動である。
2003年から相互に連絡を取り合い、『イスタンブール綱領』をまとめて、それぞれの団体がそれぞれの地域で活動を行っている。主な活動内容としては、2004年にブリュッセル法廷、ニューヨーク法廷、広島法廷を開く予定である。しかし、各法廷は共通の規則によって設立されるものではなく、主催団体の意図は様々である。